# Krzewień
Krzewień – osiedle w północnej części Radomia.
Według Systemu Informacji Miejskiej osiedle obejmuje obszar ograniczony granicą miasta, torami kolejowymi do Warszawy, granicami działek, ulicą Krzewień, ulicą Jakubczak, granicami działek i rzeką Mleczną. Od zachodu Krzewień graniczy z osiedlami Wincentów i Firlej, od południa z osiedlem Huta Józefowska, zaś od wschodu z osiedlem Nowa Wola Gołębiowska.